# Homoneura eidsvoldensis
Homoneura eidsvoldensis är en tvåvingeart som först beskrevs av Malloch 1925.  Homoneura eidsvoldensis ingår i släktet Homoneura och familjen lövflugor. Inga underarter finns listade i Catalogue of Life.